# Estêvão (sobrinho de Heráclio)
Estêvão (em latim: Stephanus) foi um nobre bizantino do século VII, filho de Maria, a irmã ou sobrinha do imperador (r. 610–641), e seu segundo esposo, chamado Eutrópio. Em 622, foi entregue aos avares como refém político como João Atalarico, filho ilegítimo de Heráclio, e João, filho bastardo do patrício Bono, e foi liberto por sua mãe mediante pagamento de resgate, aparentemente em 635.